# Uryū Shigeko
Det här är en artikel om en person med japanskt personnamn; Uryū är familjenamnet.
Uryū Shigeko (瓜生 繁子), född 18 april 1862, död 3 november 1928, född Masuda (益田) och tidigare Nagai (永井), var en japansk lärare.  Hon är känd som en av de första två japanska kvinnorna som utbildades vid ett college, och som en av de första lärarna i västerländsk pianomusik i Japan. 
Hon är känd som en av de första japanska kvinnorna som fick en högre formell utbildning. I november 1871 ingick hon i den grupp på de första fem japanska kvinnliga studenter - Uryū Shigeko, Tsuda Umeko, Ōyama Sutematsu, Ryoko Yoshimasu och Ueda Teiko - som lämnade Japan med den så kallade Iwakuramissionen för att studera vid college i USA. Ueda Teiko, som endast var sex år gammal, återvände till Japan utan att avsluta sin utbildning, men de övriga gjorde sig alla bemärkta som pionjärer i sammanhanget.
När Tokyo University of the Arts grundades 1882 blev hon en av dess lärare och Japans kanske första inhemska lärare i piano.